# Dendroxena quadrimaculata
Espèce
Dendroxena quadrimaculata, le Silphe à quatre points, est une espèce d'insectes coléoptères de la famille des silphidés, du genre Dendroxena.
Cet insecte aplati se rencontre dans les bois de chêne et se nourrit de chenilles en particulier de chenilles processionnaires. On observe des pics de population au printemps et en automne. Il hiverne à l'état adulte dans les talus.

## Synonymes
- Peltis maculata Geoffroy in Fourcroy, 1785
- Silpha flavicans Goeze, 1777
- Silpha hexapunctata Gerhardt, 1897
- Silpha quadripunctata Schreber, 1759
- Silpha schreberi Pope, 1964
- Xylodrepa quadripunctata (Linnaeus, 1761)

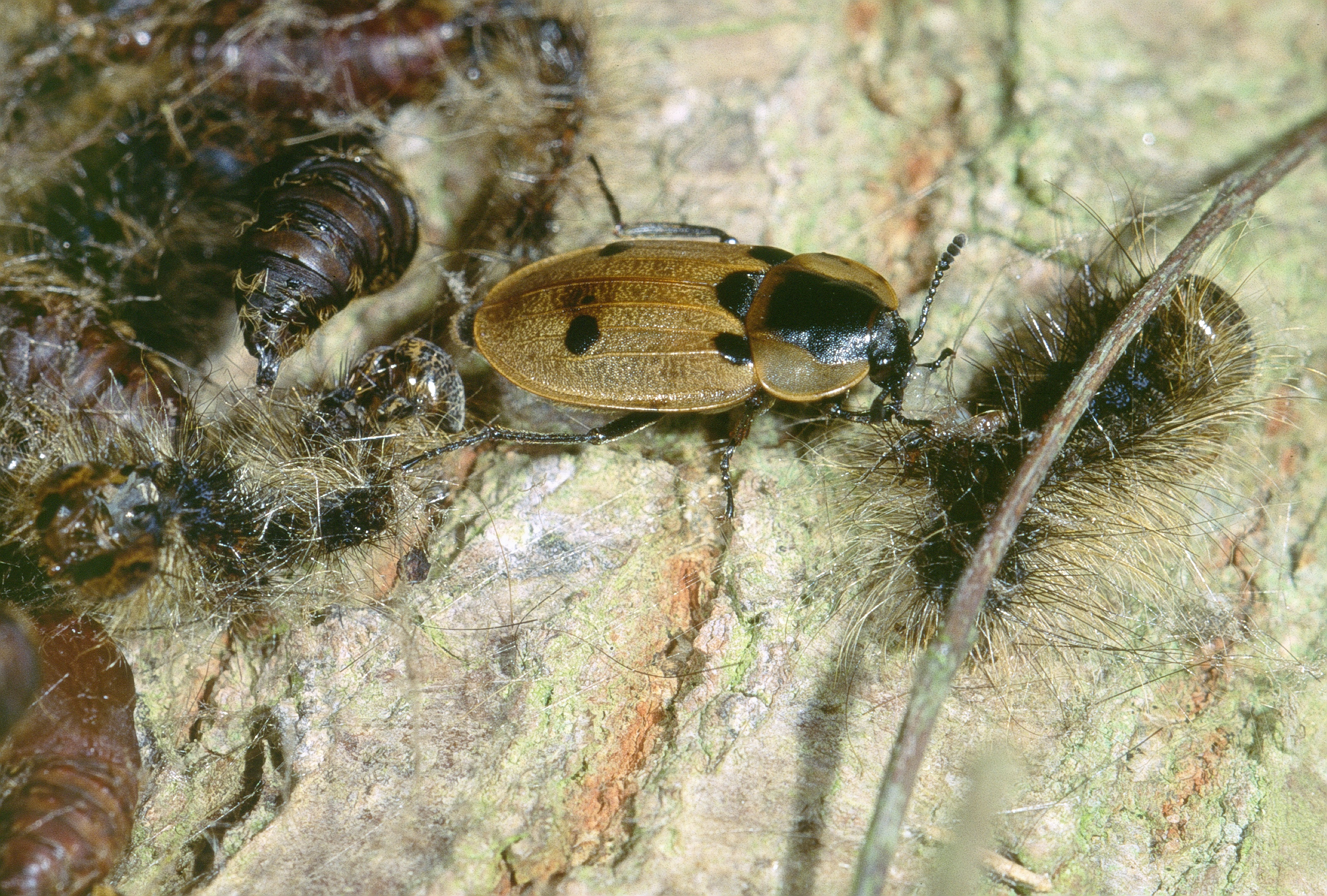
Dendroxena quadrimaculata dévorant des chenilles et chrysalides de Bombyx disparate lors de l'infestation par cette espèce, d'une partie de la forêt de Grimbosq, Calvados, en 1993.